# Fronteira Quirguistão–Uzbequistão
A fronteira entre o Quirguistão e o Uzbequistão é uma linha muito sinuosa que separa o leste do Uzbequistão do oeste do Quirguistão. Inicia ao norte na fronteira tríplice Uzbequistão-Quirguistão-Cazaquistão, tem um trecho curto para o leste, vai para sudoeste, daí para sudeste. Vai para o norte, depois sudeste, seguindo o rio Sir Dária até as proximidades de Jalal-Abad. Segue para o oeste num trecho longo e em outro trecho longo vai para o oeste até outro ponto triplo de fronteira, dos dois países com o Tajiquistão.
Separa as províncias (norte para sul):
- Uzbequistão — províncias (oblasts) de Tashkent (capital), Namangan, Andijan e Fergana
- Quirguistão — províncias de Talas, Jalal-Abad, Osh e Batken

Fergana
Há enclaves uzbeques, So'x e Irodan, dentro do Quirguistão.
Ambas as nações, junto com o Tajiquistão e Turcomenistão eram, desde o século XIX, parte integrantes do Império Russo. Lutaram para não permanecerem integradas à União Soviética a partir de 1917. São integradas finalmente em 1925 (Uzbequistão) e 1919 (Quirguistão), definido-se aí as fronteiras que passaram a ser fronteiras internacionais em 1991, com a dissolução da União Soviética.